# Eduardo Chillida

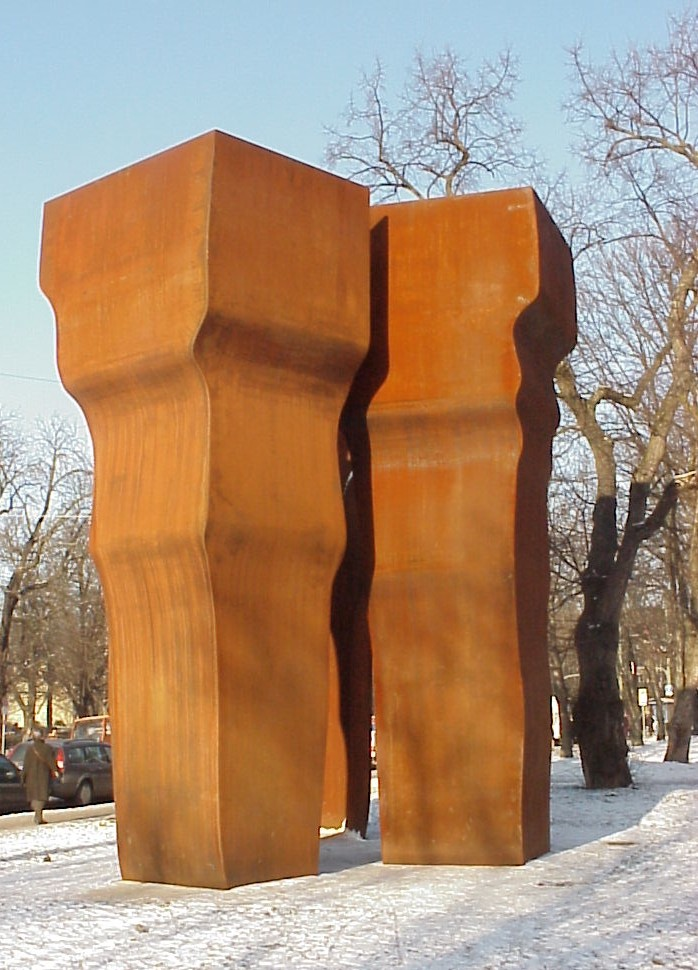
la scultura di Eduardo Chillida Buscando la Luz di fronte alla Pinakothek der Moderne a Monaco di Baviera

Eduardo Chillida Juantegui (San Sebastián, 10 gennaio 1924 – San Sebastián, 19 agosto 2002) è stato uno scultore spagnolo di origine basca.

## Biografia
Nasce da una famiglia profondamente radicata nei Paesi Baschi. Il padre Pedro Chillida, militare, era una persona con inclinazioni artistiche verso il disegno e la pittura.
Eduardo si iscrive all'Accademia nel 1939 dove conosce Ignacio Malaxecheverria, l'unica persona che riconoscerà come maestro di vita. Fu anche portiere della squadra di calcio Real Sociedad de Fútbol fino ad un infortunio al ginocchio che gli farà abbandonare lo sport ed apprezzare le lunghe passeggiate in montagna.
Nel 1943 comincia a studiare architettura mentre il fratello Gonzalo Chillida si dedica alla pittura, ma nel 1947 abbandona questi studi per dedicarsi alla scultura trasferendosi a Parigi.
Secondo numerosi critici, tra cui Cosme de Barañano, è a Parigi che l'opera di Chillida inizia a prendere corpo. È qui che realizza le sue prime sculture in gesso, stimolato dalla scultura greca arcaica esposta nel Museo del Louvre. Nel 1950 si sposa con Pilar Belzunce a San Sebastián ed insieme si trasferiscono a Parigi dove debutterà nello stesso anno con la mostra Les Mains Eblouis.
In questa epoca inizia la sua amicizia con il pittore Pablo Palazuelo. È sempre in questi anni che inizia anche la sua rivalità con lo scultore Jorge Oteiza. Entrambi con un'arte legata alla tradizione costruttivista, anche se ciascuno lavora su tematiche parzialmente differenti - come spiegò in diversi libri ed articoli il critico d'arte ed architettura Juan Daniel Fullaondo, Oteiza non smise di accusare Eduardo Chillida di plagio, arrivando a pubblicare nel 1991 Il libro dei plagi con fotografie delle opere di Chillida accostate ad altre simili ma anteriori di Oteiza.

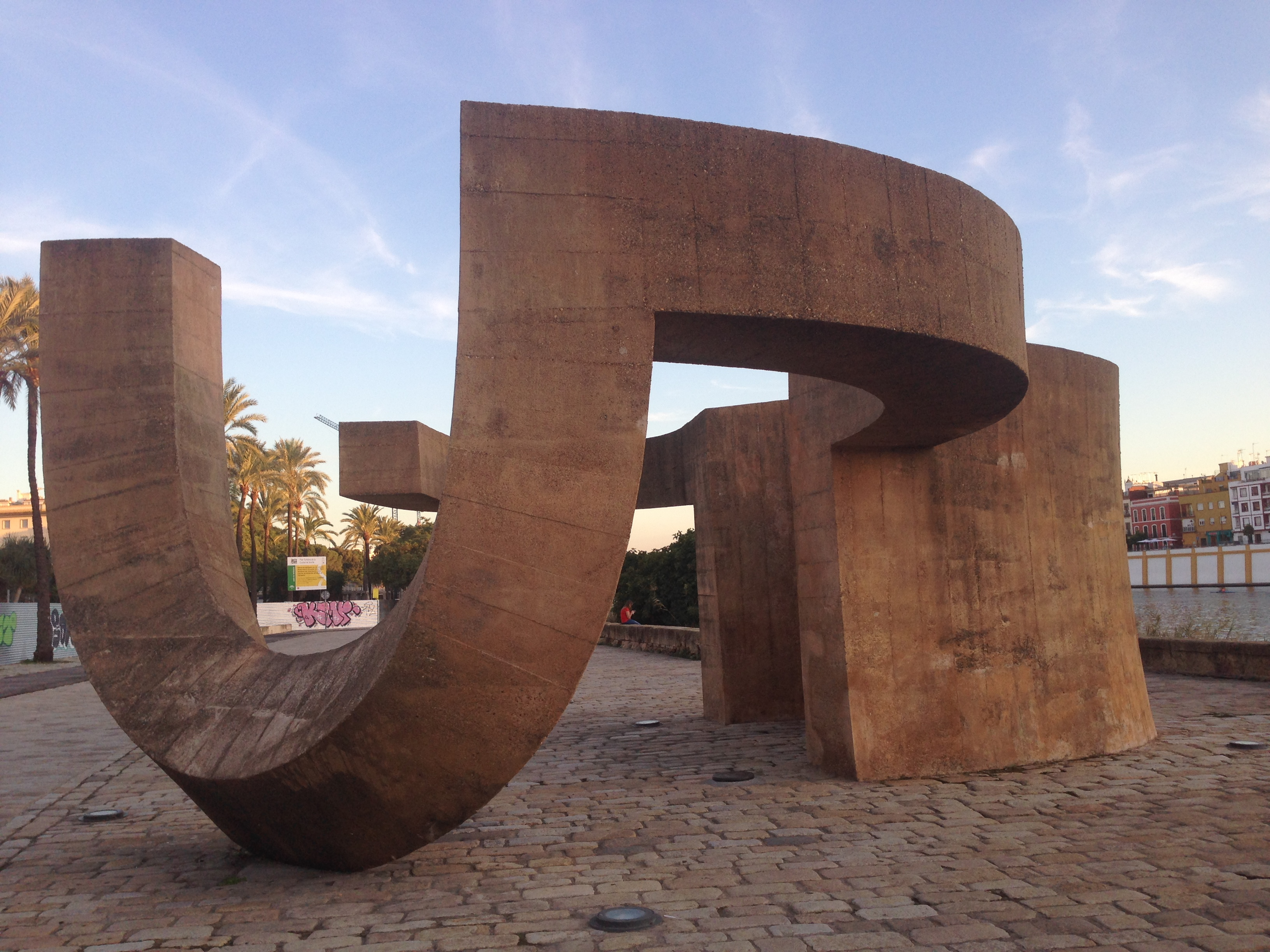
Siviglia. Monumento alla tolleranza, 1992

Nel 1951 nasce il primo di otto figli e presto la famiglia decide di ritornare definitivamente a San Sebastián. Chillida realizza Ilarik, la sua prima opera in ferro, materia questa che poi utilizzerà durante tutto il resto della sua vita.
Nel 1962 partecipa, insieme ai più importanti scultori internazionali dell'epoca, alla mostra Sculture nella città organizzata da Giovanni Carandente nell'ambito del V Festival dei Due Mondi a Spoleto. Presenta due sculture del 1956 in ferro: Oyarak e Beguirari.
Eduardo Chillida si autodefiniva "un solitario, un solitario con Pili". Affinché Chillida si dedicasse interamente all'arte, sua moglie Pilar si occupò di tutti gli altri aspetti della vita della loro famiglia. Fin dall'età di 15 anni, fu il suo punto di riferimento. Oltre ad ereditare il gusto dell'arte, sua moglie ed i suoi figli hanno partecipato in progetti ambizioni come Museo Chillida-Leku e la montagna di Tindaya.
Uno degli aspetti meno conosciuti dell'opera di Eduardo Chillida è senza dubbio la sua opera di progettista-arredatore di interni. Il lavoro per la sua residenza di famiglia del Monte Igueldo si tradusse in una atmosfera ricca di colori neutri, con mobili semplici ispirati alla tradizione popolare basca e nell'uso diretto di buona parte degli elementi costruttivi dell'edificio con funzione estetica.
Nell'ultima fase della vita, il proprio Chillida fondò il Museo Chillida-Leku, inaugurato nell'anno 2000 nella fattoria di Zabalaga (nel comune di Hernani, nei pressi di San Sebastián), una bella fattoria del XVI secolo, in stile tipicamente basco, sede di un antico allevamento di cavalli, alla cui ristrutturazione Chillida lavorò come se si fosse trattato di una scultura. Zabalaga è circondata da un grande giardino che oggi ospita quella che probabilmente è la maggiore collezione di opere dell'artista. È lì dove è possibile ammirare all'aperto gran parte delle opere di Chillida, in una atmosfera certamente magica. L'inaugurazione del Museo Chillida-Leku poté contare con la presenza dello scultore, già malato, insieme con i Reali di Spagna, Re Juan Carlos I e la Regina Sofía, l'allora Presidente del Governo José María Aznar e l'allora Cancelliere tedesco Gerhard Schröder.
Eduardo Chillida è morto il 19 agosto del 2002 nella sua casa del Monte Igueldo a San Sebastián.

## Riconoscimenti
Nel 1950 una prima esposizione delle sue opere a Parigi stessa lo lancia nel campo della notorietà e da allora è tutto un susseguirsi di premi e riconoscimenti:
- Gran Premio di Scultura alla Biennale di Venezia nel 1958.
- Premio Kandinsky nel 1960.
- Gran Premio di Belle Arti di Renania-Vestfalia nel 1966.
- Premio Rembrandt della Fondazione Goethe nel 1975.
- Medaglia d'oro delle Belle Arti a Madrid nel 1981.
- Premio Europa delle Belle Arti a Strasburgo nel 1983.
- Gran Premio delle Arti di Francia nel 1984.
- Kaiserring della città di Goslar nel 1985.
- Premio Richard Wolf del Parlamento d'Israele nel 1985.
- Premio Principe de Asturias delle Arti nel 1987.
- Premio Lorenzo il Magnifico a Firenze nel 1987.
- Premio Imperiale del Giappone nel 1991.

Nel 1971 viene nominato docente dell'Università di Harvard e nel 1994 Accademico delle Belle Arti di Madrid.

## Stile
Chillida nei suoi lavori sottolinea specialmente un profondo rispetto per la materia, per come si comporta e si modula, affrontandola sempre con discrezione. Espone la sua esperienza su temi fondamentali, come la creazione e la morte, con la stessa concretezza con cui parla della materia. La serietà e la profondità delle sue riflessioni implicano una concezione unitaria dell'esistenza umana.

## Opere
Le sue opere sono presenti in più di 20 musei in tutto il mondo. Le sue sculture sono collocate di fronte al mare, come a San Sebastián (Peine del viento 1977) o ad Ondarroa o in montagna, come in Giappone, e in città come Washington, Parigi, Lund, Munster, Madrid, Palma di Maiorca, Guernica, Berlino e Monaco di Baviera.
Sulla sua opera hanno scritto architetti,  e filosofi come Martin Heidegger, Emil Cioran, Félix Duque e poeti come Octavio Paz.